# Escuela de Brighton
La Escuela de Brighton fue un grupo de cineastas y fotógrafos ingleses que sentaron las bases para el lenguaje cinematográfico en la ciudad de Brighton. 
Este movimiento tiene dos grandes precursores: William Friese-Greene que patentó un aparato "destinado a tomar fotografías en series rápidas", y Robert William Paul que construyó en 1894 una imitación del kinestocopio de Edison, aprovechando que no estaba patentado en Inglaterra. Al año siguiente, construyó una cámara portátil con la que pudo producir sus propias películas.
La Escuela de Brighton se destacó por descartar la construcción de películas al estilo Lumière o Méliès, ya que estos dejaban fija la cámara y comenzaban a actuar.
Por el contrario, la Escuela de Brighton se caracteriza por su fluidez de cámara desde distintos ángulos y aportando puntos de vista distintos sobre lo que filman, según el ángulo empleado, capaz de dar al cine la expresividad que no tenía: los actores se mueven con total libertad mientras la cámara los sigue, además del uso del primer plano que en un principio fue con una lupa.

## Realizadores

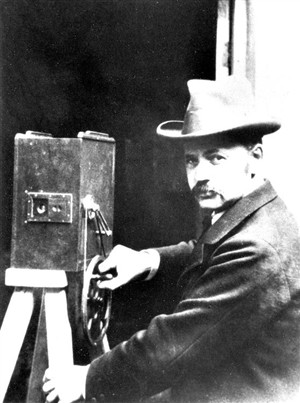
James Williamson (1900)

Uno de los realizadores más importantes de la Escuela de Brighton fue James A. Williamson, pionero del cine inglés, quien comenzó impresionando escenas documentales al aire libre, por ejemplo la competición de regatas de Henley de 1899, donde la cámara no estaba estática, sino que iba saltando de un punto de vista a otro, pasando por los espectadores, la competición y la llegada a la meta. 
Uno de sus films más importantes fue una actualidad reconstruida que se llamó Attack on a chinese mission station, la cual estuvo dividida en cuatro escenarios, mostrando primero a las víctimas y luego a las tropas salvadoras. Esta alternancia dramática de escenarios fue un gran progreso narrativo específicamente cinematográfico que no se había visto antes.  
Otro de los integrantes relevantes fue George Albert Smith, cuya importancia va ligada al uso de trucajes y del primer plano. Además fue el inventor del primer sistema de cine cromático al cual llamó kinemacolor, en 1902.

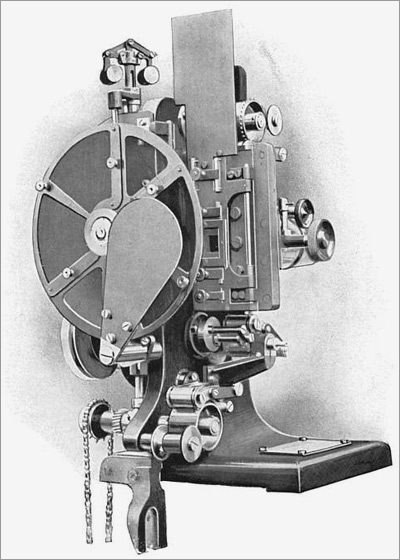
Kinemacolor

El tercer realizador destacable de la Escuela de Brighton fue Alfred Collins, quien se especializó en las persecuciones cómicas, alternando los puntos de vista con planos y contraplanos.
Estos realizadores, la mayoría provenientes del mundo de la fotografía, permitieron la invención de una nueva sintaxis, que alejó progresivamente al cine de las representaciones teatrales, para ir construyendo de a poco un lenguaje propiamente cinematográfico que culminará con las realizaciones de D. W. Griffith.

## Aportes
- Primer Plano
- Montaje como elemento narrativo (fragmentación de una escena en diferentes planos)
- Sobreimpresión
- Montaje paralelo
- Invención del Kinemacolor
- Movimientos de cámara que captura los diferentes puntos de vista.
- Travellings
- Plano y contraplano
- Persecuciones y asuntos realistas
- Escenarios realistas (calles, playas, jardín)
- El Chroma Key

## Films
- "Attack on a chinese mission station", de James Williamson (1900)
- "The big Swallow", de James williamson (1901)
- "Fire!", de James Williamson (1901)
- "Santa Claus and the children", de George Albert Smith (1898)
- "The Kiss in the Tunnel", de George Albert Smith (1899)
- "Grandma's reading glass", de George Albert Smith (1900)
- "As seen through the telescope", de George Albert Smith (1901)
- "The Sick kitten", de George Albert Smith(1903)
- "Mary Jane's Mishap", de George Albert Smith (1903)
- "Marriage by motor", de Alfred Collins (1903)